# روزا ميا
روزا ميا هي مخرجة فلبينية، ولدت في 1925، وتوفيت في 28 نوفمبر 2006.

## وصلات خارجية
- روزا ميا على موقع IMDb (الإنجليزية)
- روزا ميا على موقع ألو سيني (الفرنسية)
- روزا ميا على موقع كينوبويسك (الروسية)